# Somerby (Leicestershire)
Pour les articles homonymes, voir Somerby.
Somerby est une paroisse civile et un village du Leicestershire, en Angleterre.